# Hanka Ordonówna
Hanka Ordonówna, de son vrai nom Maria Anna Pietruszyńska, pseudonyme Weronika Hort, née le 25 septembre 1902 à 
Varsovie et morte le 8 septembre 1950 à Beyrouth, était une actrice, danseuse et chanteuse polonaise.
Elle dansa et chanta notamment au Théâtre Qui Pro Quo de Varsovie.

## Publication
- Tułacze dzieci, Beyrouth, 1948 (éditions polonaises : 1990, Państwowy Instytut Wydawniczy, 2005, Wydawnictwo LTW)

## Discographie
- Miłość ci wszystko wybaczy (Henryk Wars, "Oldlen" - Julian Tuwim)
- Na pierwszy znak (Henryk Wars, "Oldlen" - Julian Tuwim)
- Błękitny Express
- Jak dym z papierosa (J. Bos, Hanka Ordonówna)
- Kochany (Delfin, Hanka Ordonówna)
- Czy tak, czy nie (W. Hudson, Jerzy Jurandot)
- Trudno (T. Müller, Emanuel Schlechter, E. Schlechter)
- Jeśli kochasz mnie (T. Müller, Emanuel Schlechter)
- Wystarczy jedno słowo (G. Kramer, J. Gerżabek)
- Manola (Orejon)
- Szczęście raz się uśmiecha (Henryk Wars, Emanuel Schlechter)
- Gdy jesień się zaczyna (M.T.)
- Piosenka o zagubionym sercu (Henryk Wars, A.M. Świnarski)
- Córka kata (ballada starofrancuska, Marian Hemar)
- Już się wie (Lang)
- Fiakier (Melodysta, M. Tyszkiewicz)